# Diplotaxodon macrops
Diplotaxodon macrops é uma espécie de peixe da família Cichlidae.
Pode ser encontrada nos seguintes países: Malawi, Moçambique e Tanzânia.
Os seus habitats naturais são: lagos de água doce.